# Hyresnämnden
Hyresnämnden är en domstolsliknande nämnd i Sverige, som har till uppgift att medla i hyrestvister samt att pröva vissa tvister mellan hyresgäst och hyresvärd. Nämnden kan även vara skiljenämnd i hyrestvister. Vissa av nämndens beslut kan överklagas till Svea hovrätt. Att vända sig till hyresnämnden är kostnadsfritt.
Det finns åtta hyresnämnder i landet som ansvarar för var sitt geografiskt område: Stockholm, Västerås, Linköping, Jönköping, Malmö, Göteborg, Sundsvall och Umeå. Enligt Domstolsverket inkommer det varje år mellan 25 000 och 30 000 ärenden till hyresnämnderna.
Ordföranden i hyresnämnden benämns hyresråd. Hyresrådet är också ordförande i arrendenämnden på samma ort. Hyresnämnderna i Stockholm, Göteborg och Malmö har anställda hyresråd. I övriga hyresnämnder är lagmannen i tingsrätten på samma ort chef för nämnden.

## Exempel på ärenden
- Om man hyr en lägenhet som man vill hyra ut i andra hand måste man be hyresvärden om samtycke. Om hyresvärden ej vill ge sitt samtycke kan man vända sig till hyresnämnden, som kan bevilja tillstånd mot hyresvärdens önskan.
- En hyresgäst har oftast besittningsskydd; d.v.s. även om uthyraren vill att man flyttar kan man ha rätt att bo kvar så länge man sköter sig. Besittningsskyddet kan avtalas bort, men det krävs i vissa fall att hyresnämnden först godkänt detta.
- Om en lägenhet hyrs ut till ett oskäligt högt pris kan hyresgästen ha rätt att få hyran sänkt. Hyresgästen kan vända sig till hyresnämnden och ansöka om detta. I januari 2013 skedde en lagändring så att hyresgästen inte längre har rätt att retroaktivt få tillbaka pengar för en oskäligt hög hyra, om hyreslägenheten är en bostadsrättslägenhet eller egen ägd bostad. Vid uthyrning i andra hand av en hyresrättslägenhet finns fortfarande den möjligheten.